# Maddy Tormoen
Maddy Tormoen es una deportista estadounidense que compitió en duatlón. Ganó una medalla de bronce en el Campeonato Mundial de Duatlón de 1993.

## Palmarés internacional
| Campeonato Mundial | Campeonato Mundial          | Campeonato Mundial | Campeonato Mundial |
| Año                | Lugar                       | Medalla            | Prueba             |
| ------------------ | --------------------------- | ------------------ | ------------------ |
| 1993               | Arlington ( Estados Unidos) | Medalla de bronce  | Individual         |